# Yamaha XT 125R
Yamaha XT 125R je motocykl firmy Yamaha kategorie enduro, třídy do 125 cm³, vyráběný v letech 2005-2011, pro evropský trh v továrně Malaguti v italské Bologni.

## Popis
Šikovný a odolný motocykl, vybavený čtyřdobým vzduchem chlazeným stojatým jednoválcem SOHC o objemu 124 cm³ se zátahem v nízkých otáčkách. Zdvih odpružení zajišťuje ovladatelnost v terénu i na silnici. Zdvižená koncovka výfuku dělá vzhled motokrosového speciálu. Výška sedla usnadňuje vládu nad strojem bez ohledu na výšku jezdce. Konkurenci představují Honda XLR 125 a Suzuki DR 125.

## Technické parametry
- Rám: trubkový ocelový
- Suchá hmotnost: 111 kg
- Pohotovostní hmotnost: 122 kg
- Spotřeba paliva: 3,5 l/100 km
- Maximální rychlost: 95 km/hod